# Kelisia irregulata
Kelisia irregulata är en insektsart som beskrevs av Haupt 1935. Kelisia irregulata ingår i släktet Kelisia och familjen sporrstritar. Inga underarter finns listade i Catalogue of Life.